# Love in Taipei
Love in Taipei é um filme do gênero comédia-romântica de 2023 dirigido por Arvin Chen, estrelando Ashley Liao, Ross Butler e Nico Hiraga. O filme é baseado no romance Loveboat, Taipei de 2020 escrito por Abigail Hing Wen e teve lançamento em 10 de agosto de 2023 na plataforma de streaming Paramount+.

## Elenco
- Ashley Liao como Ever Wong
- Ross Butler como Rick Woo
- Nico Hiraga como Xavier Yeh
- Chelsea Zhang como Sophie Ha
- Cindy Cheung como Auntie Shu

## Lançamento
Love in Taipei foi lançado no serviço de streaming Paramount+ em 10 de agosto de 2023 nos Estados Unidos e Canadá.